# Orthocoon
Een orthocoon is een schelpenfossiel, gewoonlijk lang en rechthoekig, afkomstig van de Nautiloidea, een onderklasse van inktvissen. Tijdens de 18e en 19e eeuw werden alle schelpen van dit type Orthoceras genoemd, waardoor een prullenbaktaxon ontstond, maar het is nu bekend dat veel groepen nautiloïden dit type schelp hebben ontwikkeld of behouden. 

## Beschrijving
Een orthocoon kan gezien worden als de schelp van een huidige Nautilus, maar dan volledig uitgerold. Eerder werd aangenomen dat deze de meest primitieve vorm van Nautiloidea vertegenwoordigden, maar het is nu bekend dat de vroegste Nautiloidea al een schelpenvorm hadden die licht gebogen was alvorens ze fossiliseerden. Een orthoconische vorm evolueerde verschillende keren bij inktvisfossielen; specifiek bij de Nautiloidea werden orthoconen beschreven bij de ellesmerocerida, endocerida, actinocerida, orthoceratoïda en bactritida. Orthoconen bestonden van het Cambrium tot het Laat-Trias, maar ze kwamen het meest voor in het vroege Paleozoïcum, dus in het Cambrium of nadien. Na het Trias vonden heroplevingen van de orthocone vorm plaats bij andere inktvissen, met name baculites-ammonieten tijdens het Krijt.
Orthoconen bij de Nautiloidea variëren in grootte van minder dan een 2½ cm tot vijf meter lang in sommige gigantische endoceriden uit het Ordovicium. Orthocone fossielen zijn teruggevonden over de hele wereld, met belangrijke vondsten in Ontario (Canada) en Marokko.